# Pampasgræs
Pampasgræs (Cortaderia selloana) er en flerårig græsart med en kraftig, tueformet og opret vækst. Arten bliver dyrket i haverne især på grund af de store, hvide blomsterstande, selv om den er temmelig vanskelig at overvintre.

## Kendetegn
Pampasgræs er en stedsegrøn og flerårig, men urteagtig græsart. Tuen består af tætsiddende, grundstillede blade. Bladpladen er overhængende med parallelle ribber og skarpt, men fint savtakket rand. Oversiden er blågrøn, mens undersiden er næsten helt grå. Blomstringen foregår (på den nordlige halvkugle) i august-november. Ved den tid kan man se blomsterne samlet i kompakte, endestillede stande, hvor aksene er 3-7 blomstrede. De enkelte blomster er 3-tallige og uregelmæssige, som sædvanligt hos græsserne.
Rodsystemet er kraftigt og både dybtgående og vidt udbredt. Vore fugtige vintre fremkalder dog ofte råd i rødderne, hvad der gør planten sårbar.
Pampasgræs når i hjemlandet en højde på 3 m og en bredde på 1,5 m. Bladene er samme sted op til 2 m lange, mens blomsterstanden kan blive op til 1 m lang. Hos os er planten dog betydeligt svagere og målene bliver snarere 1 x 0,75 m i henholdsvis højde og bredde.

## Udbredelse
Pampasgræs har sin naturlige udbredelse i det sydlige Brasilien samt i Uruguay, Chile og Argentina. Den regnes for én af karakterplanterne på de steppeagtige Pampas i det sydlige Sydamerika, og den er nært knyttet til lysåbne voksesteder med veldrænet og gerne næringsfattig bund. Arten er desuden naturaliseret i masser af subtropiske egne: Makaronesien, Nordafrika og Kaukasus samt i Australien, New Zealand og på Hawaii. I Nordamerika vokser den desuden i de tørre stater mod syd og vest, og i Europa findes den i Middelhavsområdet samt i England.
På de steppelignende pampas syd for Buenos Aires, Argentina, vokser arten sammen med bl.a. Abutilon grandiflorum (en art af Klokketræ), Acacia bonariensis (en art af Akacie), Almindelig Ildkrone, Baccharis salicifolia og Baccharis trimera (arter af Korsrod), Canna glauca (en art af Kanna), Eupatorium inulaefolium (en art af Hjortetrøst), Lycium cestroides (en art af Bukketorn), Mimosa pigra (en art af Mimose), Salvia guarinitica (en art af Salvia), Senecio bonaeriensis (en art af Brandbæger), Skærm-Sennes samt Vernonia rubricaulis og Vernonia scorpioides (arter af Vernonia)

## Note
1. ↑  Hernán Tolosa: Flora bonaerense (spansk)-sproget blog over floraen i provinsen Buenos Aires, Argentina

## Eksternt link
- Jens Thejsen: Pampasgræs - artikel i "Havenyt", som især drejer sig om anvendelse og pleje af planten under haveforhold.